# Eduardo (ur. 1965)
Eduardo Souza, właśc. Jorge Eduardo Gomes de Souza (ur. 24 marca 1965 w Rio de Janeiro) – brazylijski piłkarz i trener, występujący podczas kariery na pozycji lewego obrońcy.

## Kariera klubowa
Karierę piłkarską Eduardo rozpoczął w klubie Fluminense FC w 1985. W lidze brazylijskiej zadebiutował 7 września 1986 w przegranym 0-2 meczu z Internacionalem. W latach 1988–1990 był zawodnikiem Cruzeiro EC. Z Cruzeiro zdobył mistrzostwo stanu Minas Gerais – Campeonato Mineiro w 1990.
W latach 1991–1992 występował w CR Vasco da Gama. Z Vasco zdobył mistrzostwo stanu Rio de Janeiro – Campeonato Carioca w 1992. W 1993 był zawodnikiem Grêmio Porto Alegre i Santosu FC. W 1994 występował w klubach z Rio – Fluminense FC i Botafogo. W barwach Fluminense 23 listopada 1993 w wygranym 1-0 meczu ze Sportem Recife Eduardo wystąpił po raz ostatni w lidze brazylijskiej. Ogółem w latach 1986–1994 wystąpił w lidze w 135 meczach, w których strzelił 4 bramki.
Ogółem w barwach Flu wystąpił w 125 meczach, w których strzelił 6 bramek. W 1995 był zawodnikiem Ponte Preta Campinas i Volta Redonda FC. Potem występował m.in. w Madureirze, União Rondonópolis, Friburguense, Americano, Goytacaz, Uberlândii EC czy Nacionalu FC. Karierę zakończył w Casimiro de Abreu EC w 2003.

## Kariera reprezentacyjna
W reprezentacji Brazylii Eduardo zadebiutował 9 grudnia 1987 w wygranym 2-1 towarzyskim meczu z reprezentacją Chile. Ostatni raz w reprezentacji Eduardo wystąpił 12 kwietnia 1989 w wygranym 2-0 towarzyskim meczu z reprezentacją Paragwaju.
| Mecze i gole w reprezentacji | Mecze i gole w reprezentacji | Mecze i gole w reprezentacji | Mecze i gole w reprezentacji | Mecze i gole w reprezentacji | Mecze i gole w reprezentacji | Mecze i gole w reprezentacji |
| #                            | Data                         | Miasto                       | Przeciwnik                   | Gol                          | Wynik                        | Rozgrywki                    |
| ---------------------------- | ---------------------------- | ---------------------------- | ---------------------------- | ---------------------------- | ---------------------------- | ---------------------------- |
| 1.                           | 09.12.1987                   | Uberlândia                   | Chile                        |                              | 2:1                          | towarzyski                   |
| 2.                           | 12.12.1987                   | Brasília                     | RFN                          |                              | 1:1                          | towarzyski                   |
| 3.                           | 15.03.1989                   | Cuiabá                       | Ekwador                      |                              | 1:0                          | towarzyski                   |
| N1.                          | 29.03.1989                   | Dżudda                       | Al-Ahli Dżudda               |                              | 3:1                          | towarzyski                   |
| 4.                           | 12.04.1989                   | Teresina                     | Paragwaj                     |                              | 2:0                          | towarzyski                   |